# Sávio Bortolini Pimentel
|  | «Sávio» redirigeix aquí. Vegeu-ne altres significats a «Sávio Moreira de Oliveira». |

Sávio Bortolini Pimentel (Vila Velha, Brasil el 9 de gener del 1974) és un futbolista brasiler que juga com a migcampista a l'Anorthosis Famagusta FC.
Després de deixar el Flamengo, Sávio va fitxar pel Reial Madrid, jugant també amb el Girondins de Bordeus, el Reial Saragossa i la Reial Societat.
El 20 de juny del 2007 va signar amb el Llevant UE, després de baixar a Segona Divisió amb la Real. Va rescindir el seu contracte el 10 de gener del 2008, a causa dels problemes financers de l'equip valencià, que va decidir anul·lar els contractes dels jugadors amb un salari més alt.
El 8 de febrer va fitxar per l'equip brasiler Desportiva Capixaba on també s'encarregà de gestionar la pedrera del club. L'agost de 2008 deixà el club brasiler per fitxar per l'Anorthosis Famagusta FC de Xipre.